# Bradt Travel Guides
Die Bradt Travel Guides Ltd. ist ein Buchverlag für Reiseführer mit Sitz in Chesham, Buckinghamshire (England). Der Verlag wurde 1974 von Hilary Bradt MBE (* 1941) und ihrem Ehemann George gegründet; sie hatten gemeinsam den ersten Bradt Guide auf einem Flusskahn an einem Nebenfluss des Amazonas geschrieben. Bradt Travel Guides hat den Ruf, Ziele anzugehen, die von anderen Reiseführerverlagen übersehen werden.
Mit der britischen Tageszeitung The Independent veranstaltete Bradt Travel Guides Reise–Schreibwettbewerbe.

## Auszeichnungen
- Sunday Times Small Publisher of the Year: 1997.
- Gold Award der Wanderlust Best Guidebook Awards: 2009, 2011, 2015, 2016, 2018 und 2019.
- Which? magazine's Top Recommended Travel Guide Publisher: 2011 und 2012.
- Shortlisting for Independent Publisher of the Year bei den British Book Awards: 2017.[2]